# Biskoupky (powiat Brno)
Biskoupky – wieś i gmina w Czechach, w powiecie Brno, w kraju południowomorawskim. Według danych z dnia 1 stycznia 2014 liczyła 193 mieszkańców.